# Self-Propelled Modular Transporter

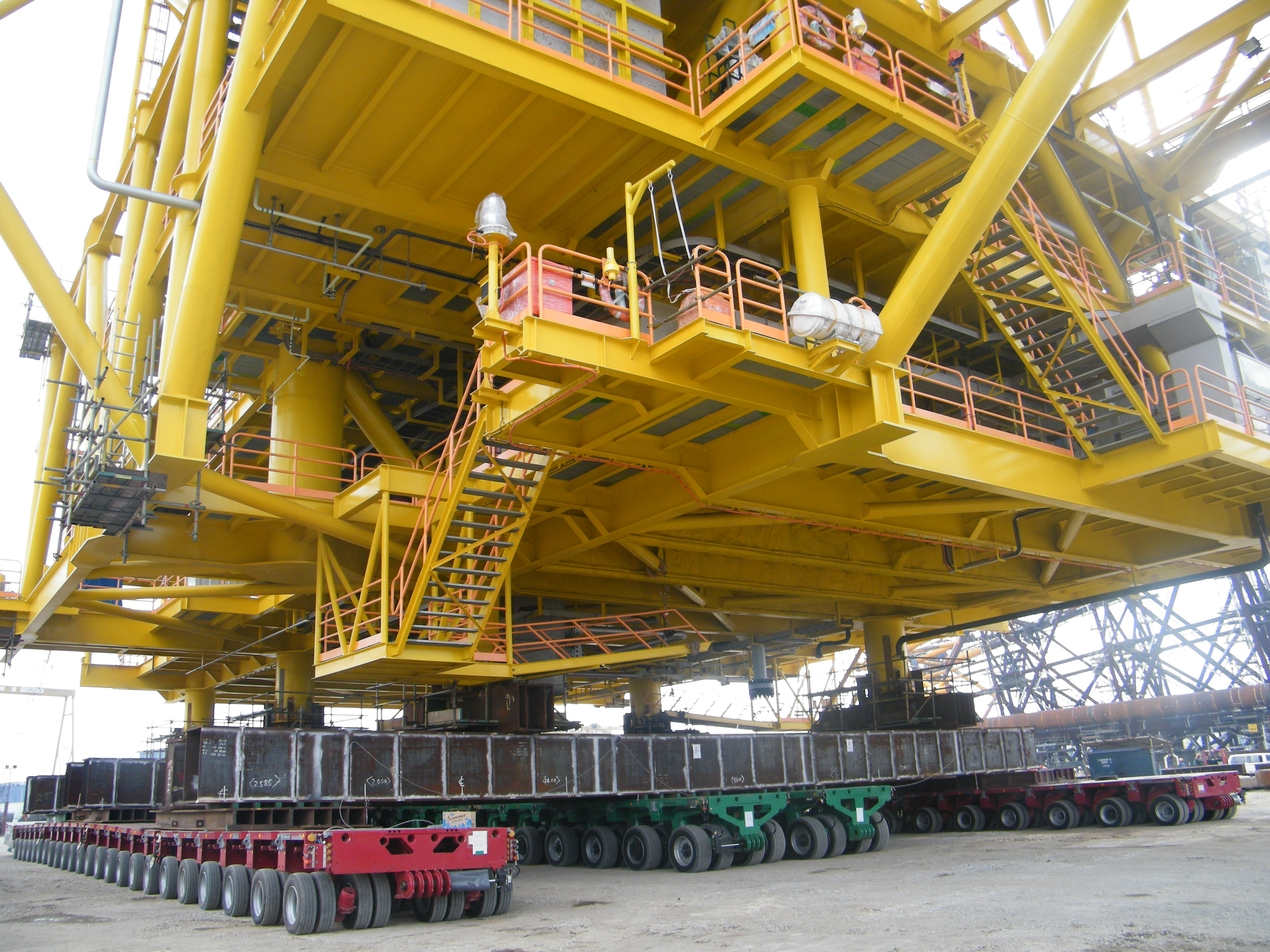
Eine Förderplattform wird mit drei Reihen von SPMTs transportiert

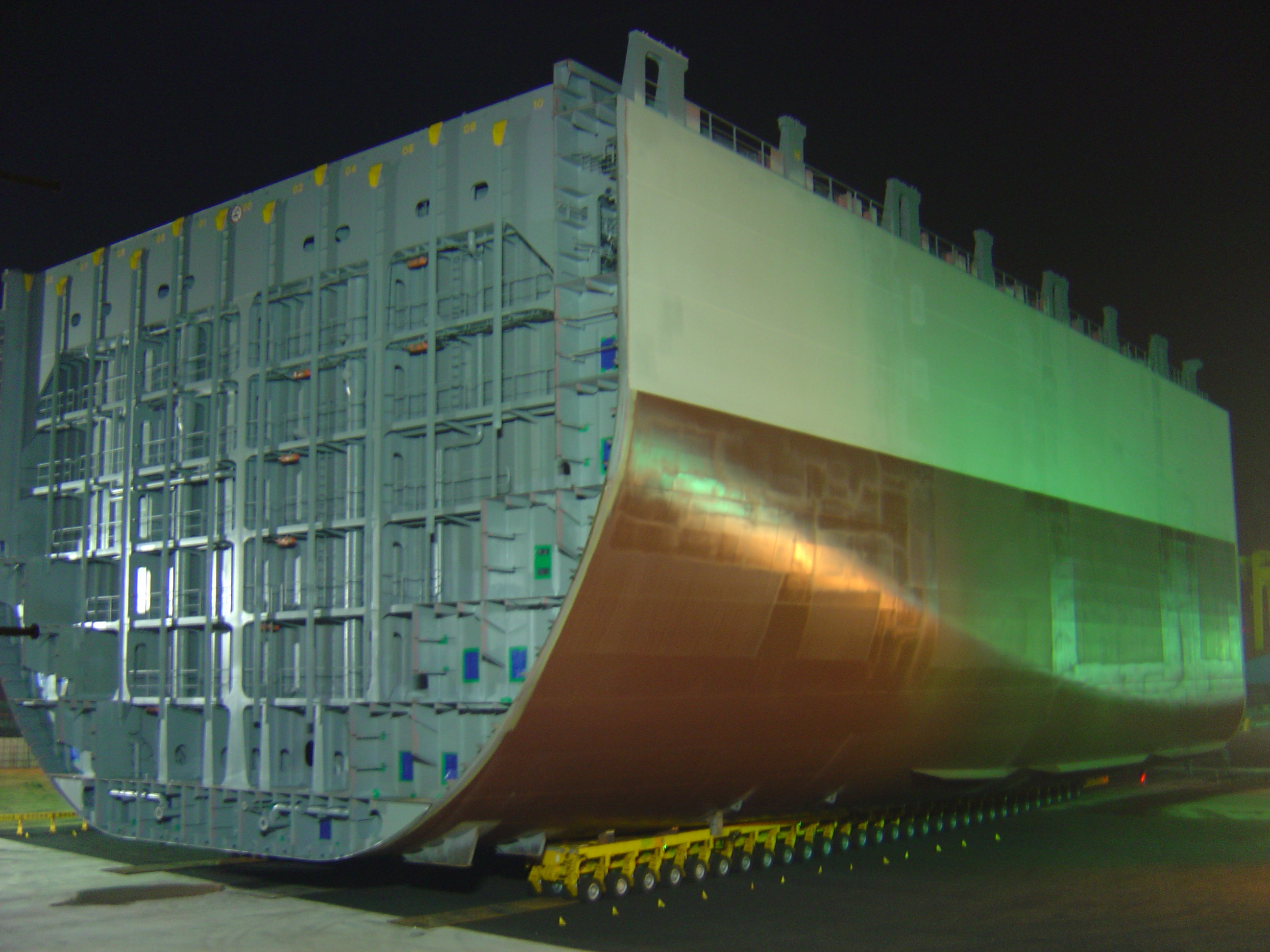
SPMTs bewegen eine Schiffsektion

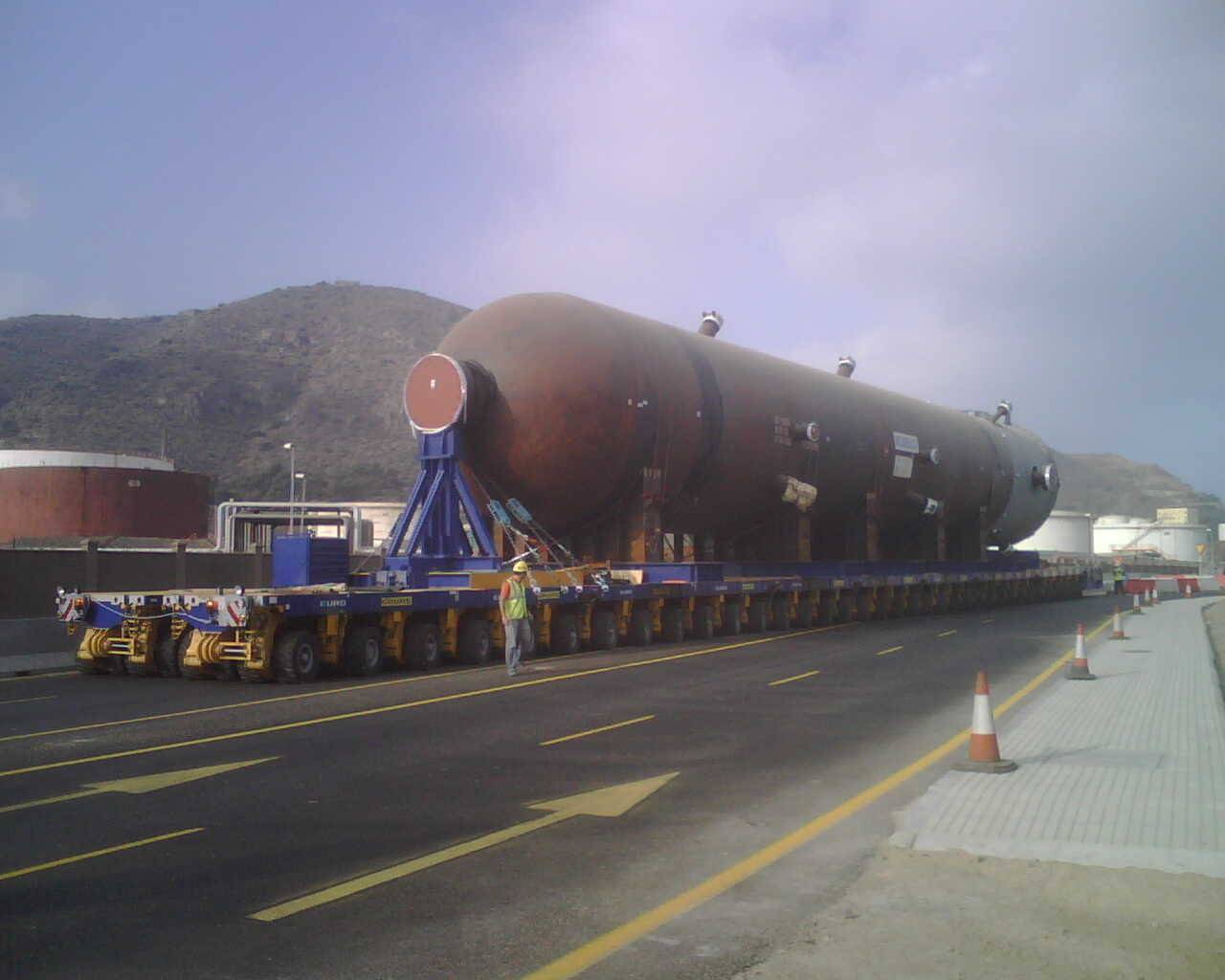
Ein 1350 Tonnen schwerer Reaktor wird mit 288 Rädern bzw. 72 Achsen bewegt.

Self-Propelled Modular Transporter (SPMT), dt. Modulfahrzeug mit eigenem Antrieb, vulgo Selbstfahrer, sind fahrbare Plattformen mit mehreren Achs(lini)en (mindestens zwei Achsen) und eigenem Antrieb, einem so genannten Powerpack. Sie dienen und ermöglichen den Transport von sehr großer und sperriger Ladung bzw. von Projektladung zu Land. Die Transportplattformen können untereinander in der Länge und in der Breite und mit verschiedensten Zubehörteilen kombiniert werden. SPMTs werden mittels einer kabellosen Bedieneinheit, einer Kabel-Fernsteuerung oder einer Fahrerkabine gesteuert und sind mit Lenkprogrammen ausgestattet; u. a.:
- Normalfahrt (geradeaus)
- Querfahrt (in Links- oder Rechtsbewegung)
- Fahrt in diagonaler Richtung
- Drehung der kompletten Plattform, der so genannten Karussellfahrt[6][3]

Die Transportgeschwindigkeit hängt von der Leistung der Powerpacks, dem Gewicht und der Sperrigkeit der Ladung ab. Bei voller Auslastung bewältigt ein SPMT durchschnittlich 2 bis unter 1 Kilometer pro Stunde. Bei Sondermodellen ist eine Geschwindigkeit von bis zu 10 km/h möglich.
Der Begriff SPMT wurde erstmals in den 1970er-Jahren von der Scheuerle Fahrzeugfabrik aus Pfedelbach verwendet, die diese Fahrzeugart entwickelte. Seitdem ist SPMT die allgemeine Bezeichnung für selbstangetriebene Modulfahrzeuge.
Nach Angaben von ALE-Heavylift wurde im Zuge des Transportes des Wracks der im Ostchinesischen Meer gesunkenen Fähre Sewol vom Transportschiff zu einem Standort an Land die bis dahin größte je mit SPMT bewegte Last (17.000 Tonnen, einschließlich Schlamm) mit der ebenfalls bis dahin größten Konfiguration von SPMT (600 Achslinien) bewegt. Dabei wurde für den Gewichtsschwerpunkt ein Kreisradius des Sechsfachen der üblichen 0,5 Meter eingeplant.

## Hersteller
SPMTs werden von einer steigenden Anzahl Hersteller produziert:
- Scheuerle Fahrzeugfabrik (TII Group) – Pfedelbach/ D
- Kamag Transporttechnik (TII Group) – Ulm/ D (werden inzwischen unter der Bezeichnung „Scheuerle SPMT K24“ vertrieben)[11][12]
- Goldhofer – Memmingen/ D
- Cometto (Faymonville Gruppe) –  Borgo San Dalmazzo/ Italien
- Greiner – Neuenstein/ D
- Früher auch: Nicolas Industrie (TII Group) – Champs-sur-Yonne/ F[13]
- 苏州大方, in Englisch Suzhou Dafang, abgekürzt SZDF (gehört zur 中国宝武钢铁集团, in Englisch China Baowu Steel Group) – Suzhou (Jiangsu)/ CN[14]
- 华运顺通 (Huayun Shuntong, abgekürzt HYST) – Quyang (Baoding)/ CN[15]

## Aufbau der Achsen

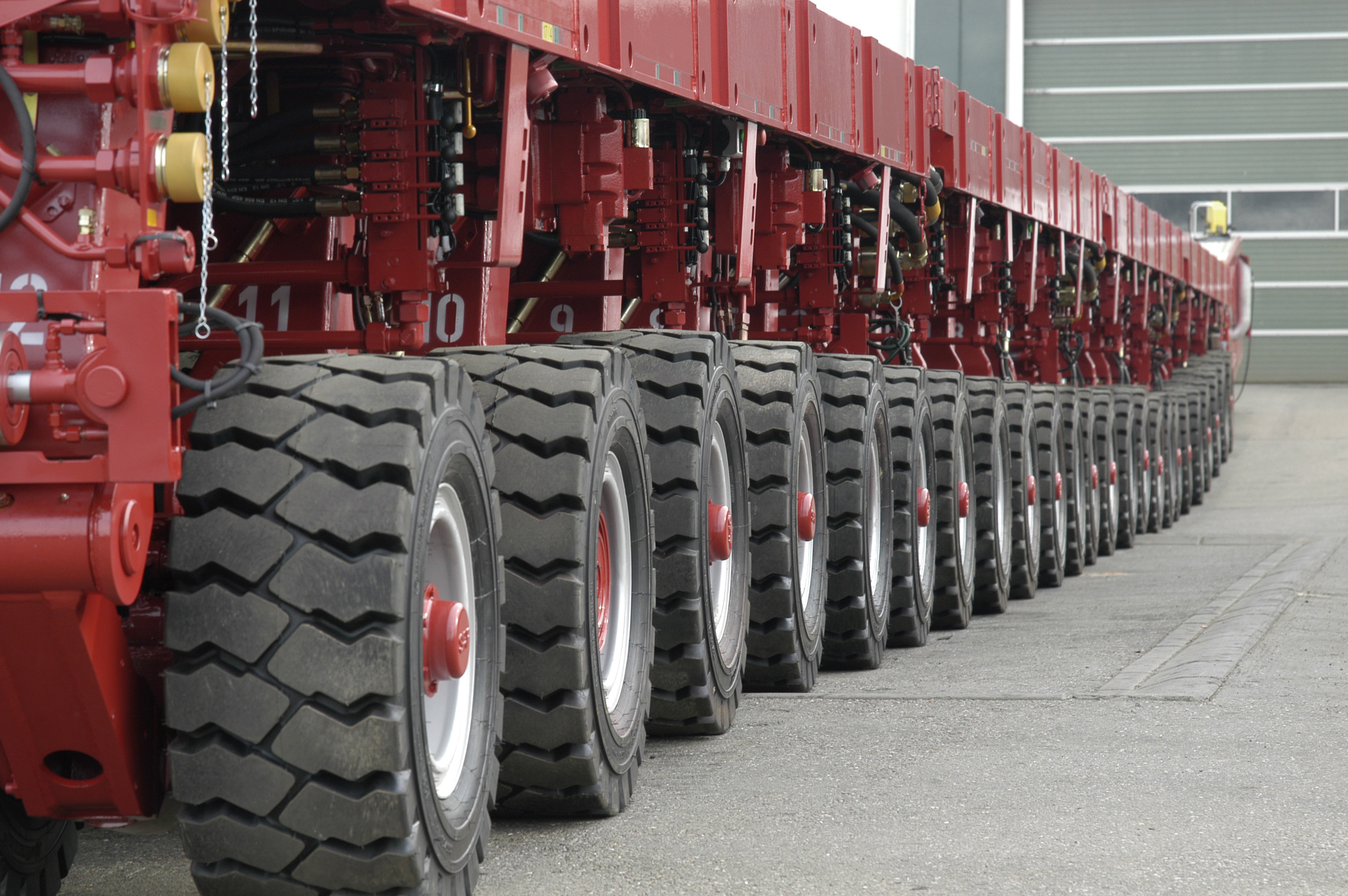
24 Achslinien eines SPMT

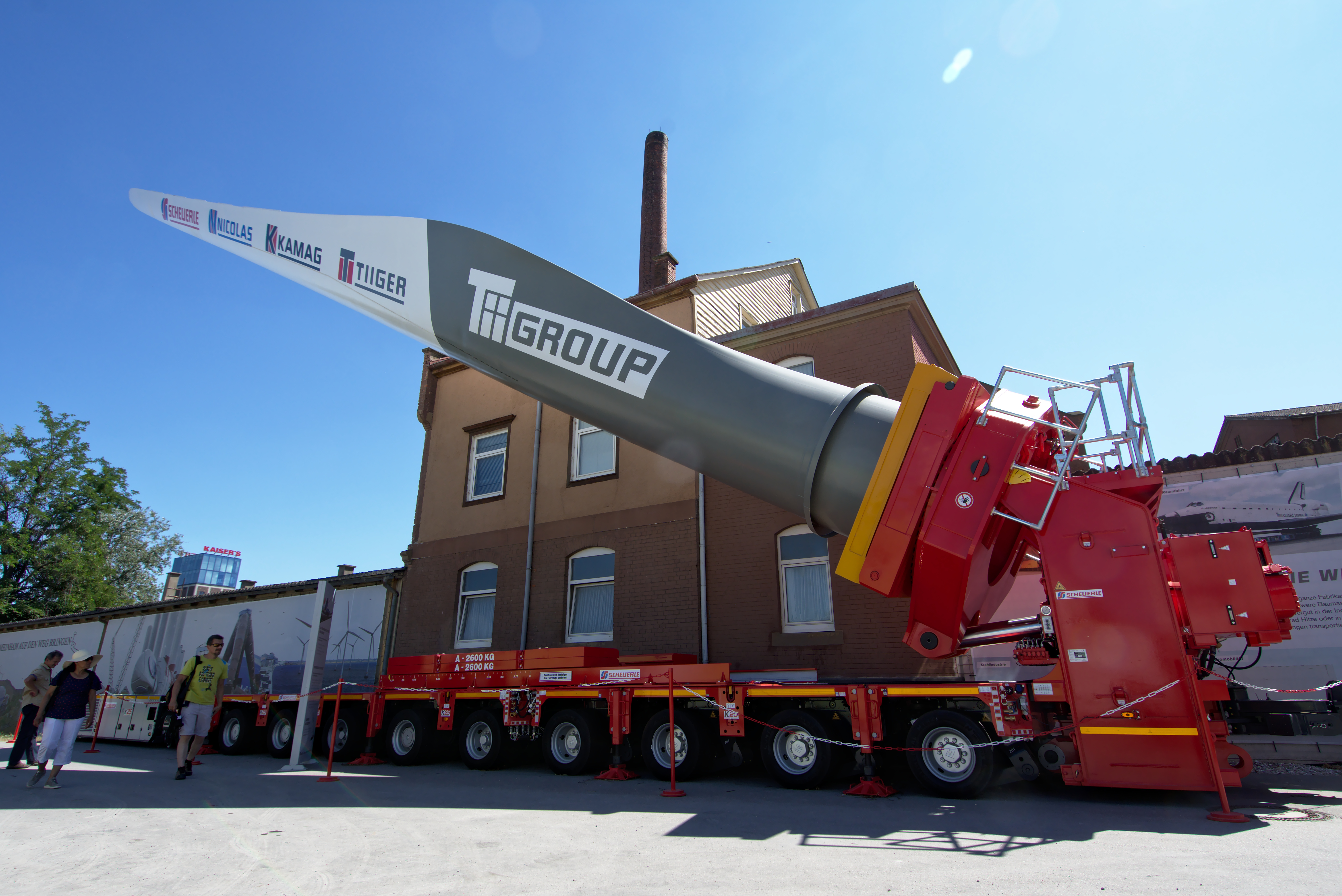
Transport eines Rotorblatts einer Windkraftanlage

Es gibt verschiedene Achstypen, die bei SPMTs zum Einsatz kommen.
- starre Achsen[4]
- Nachlaufachsen[16]
- Pendelachsen[4]

## Einsatzgebiete
SPMTs werden in allen industriellen Bereichen genutzt, um schwere und sperrige Güter, Maschinen, Anlagenteile zu bewegen:
- Bauindustrie und Bergbau
- Industrie- und Anlagenbau
- Schiffbau[17]
- Energiebranche/Kraftwerksbau
- Offshorebranche
- Brückenbau[4][18]

Der Einsatz von SPMT wird auch kombiniert mit Jack-up-Systemen, um schweren Teile nach dem Transport auch gleich montieren zu können.
Die 672 Tonnen schwere, aus Holz gebaute Kirche von Kiruna wurde 2025 mit zwei SPMT zu ihrem neuen, 5 km entfernten Standort umgesetzt.